# Guerre en Mésoamérique
La guerre, en Mésoamérique, était un élément fondamental de la société, de la culture et de la religion des différentes ethnies et civilisations précolombiennes de Mésoamérique.

## Sources
La connaissance de la guerre en Mésoamérique repose sur le recoupement des récits des conquistadors espagnols lors de la conquête et de la colonisation de ces territoires, des interprétations épigraphiques et iconographiques des codex et des inscriptions indigènes retrouvées sur les monuments et autres artefacts archéologiques (sur la céramique, en particulier), ainsi que des travaux historiques réalisés peu après la conquête espagnole, notamment ceux réalisés directement par des scribes indigènes, ou issus de leur collaboration avec des moines espagnols.